# V948 Геркулеса
V948 Геркулеса (лат. V948 Herculis) — двойная затменная переменная звезда типа Алголя (EA) в созвездии Геркулеса на расстоянии приблизительно 512 световых лет (около 157 парсек) от Солнца. Видимая звёздная величина звезды — от +9,31m до +9,02m. Орбитальный период — около 1,2752 суток. Возраст звезды определён как около 1 млрд лет*.

## Характеристики
Первый компонент — жёлто-белая звезда или пульсирующая переменная звезда типа Дельты Щита спектрального класса F2V*, или F2, или F0. Масса — около 1,274 солнечной, радиус — около 1,543 солнечного, светимость — около 5,458 солнечной. Эффективная температура — около 7100 K*.
Второй компонент — оранжевый карлик спектрального класса K. Масса — около 0,642 солнечной, радиус — около 0,661 солнечного, светимость — около 0,132 солнечной. Эффективная температура — около 4280 K*.

## Планетная система
В 2019 году учёными, анализирующими данные проектов HIPPARCOS и Gaia, у звезды обнаружена планета.